# 조어도 보호운동

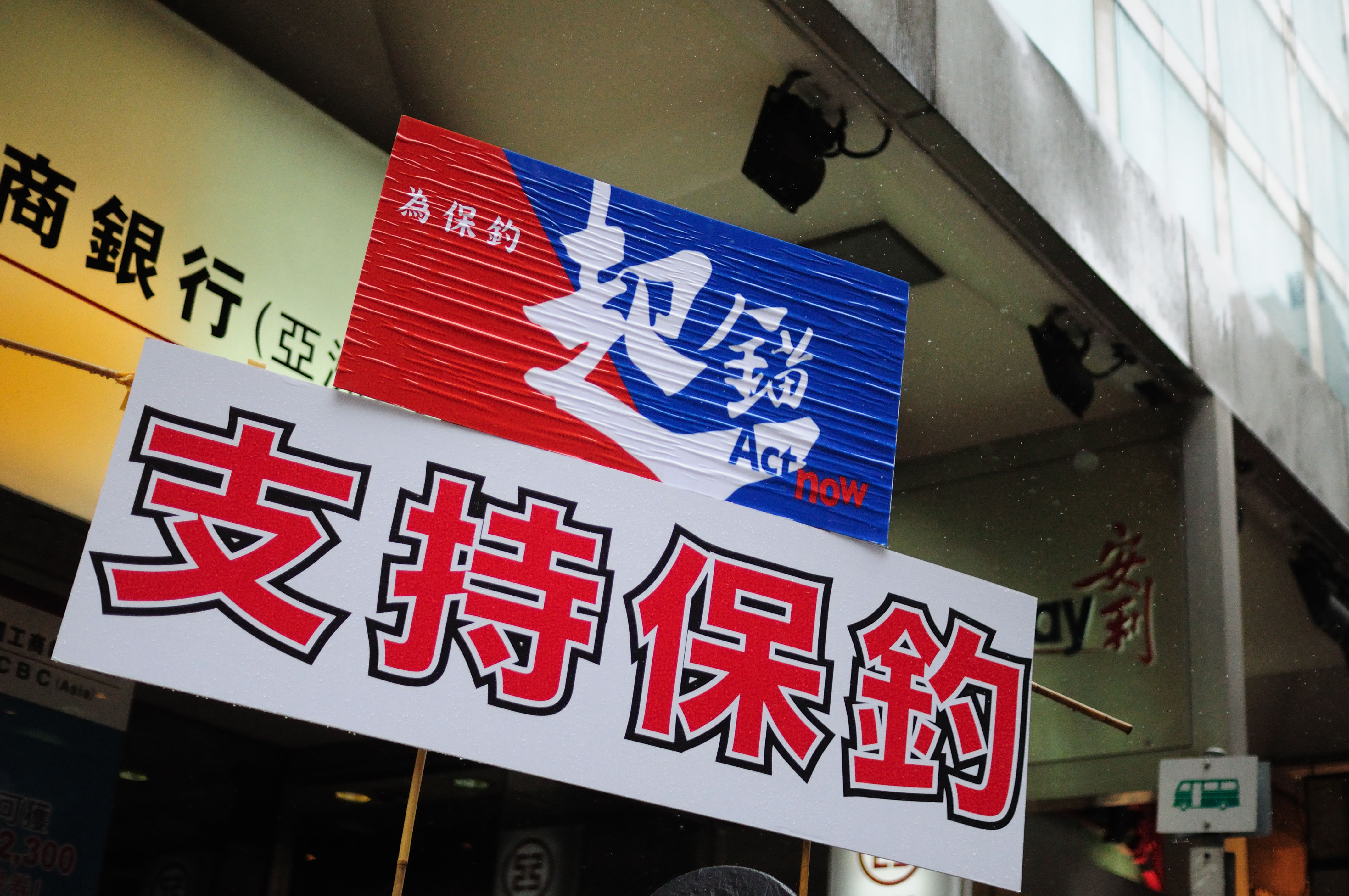
보조운동의 플래카드 (홍콩)

조어도 보호운동 또는 댜오위다오 보호운동(釣魚島保護運動) 줄여서 보조운동(保釣運動)은 중국과 일본이 영토분쟁을 겪고 있는 센카쿠·댜오위다오를 되찾자는 중국의 운동이다. 주로 중국에서 전개되고 있다.